# Antica cattedrale di San Paolo
L'antica cattedrale di San Paolo (Old St. Paul's in inglese) era una cattedrale gotica della Città di Londra edificata fra il 1087 e il 1314. Era la terza chiesa più alta del tempo e venne distrutta dal grande incendio di Londra nel 1666.

## Costruzione
La cattedrale fu la quarta chiesa, portante sempre il nome di St Paul, costruita su questo sito a Ludgate Hill e la costruzione venne iniziata dai normanni dopo il devastante incendio del 1087 che aveva distrutto la chiesa precedente. I lavori durarono più di 200 anni, e mentre era in costruzione, venne nuovamente distrutta da un incendio nel 1136. Il tetto venne costruito ancora in legno, che era stata la condanna delle cattedrali che l'avevano preceduta. La chiesa venne consacrata nel 1240 ma, un cambio nella gestione della chiesa, determinò la volontà di volerla ingrandire. Questo nuovo progetto ebbe inizio nel 1256 e venne completato nel 1314 anche se la cattedrale era stata consacrata nel 1300. Essa era allora la terza chiesa europea più lunga. Scavi archeologici eseguiti nel 1878 da Francis Penrose, mostrarono che essa era lunga 179 metri e larga 30 nella navata e 87 metri all'altezza del transetto. Inoltre aveva una delle guglie più alte d'Europa, 147 metri, anche se Wren disse che si trattava di una misura sovrastimata e che essa non doveva superare la pur notevole misura di 138 metri. Per fare un confronto, la cattedrale attuale misura 175 metri in lunghezza e 75 all'altezza del transetto.

## Interno

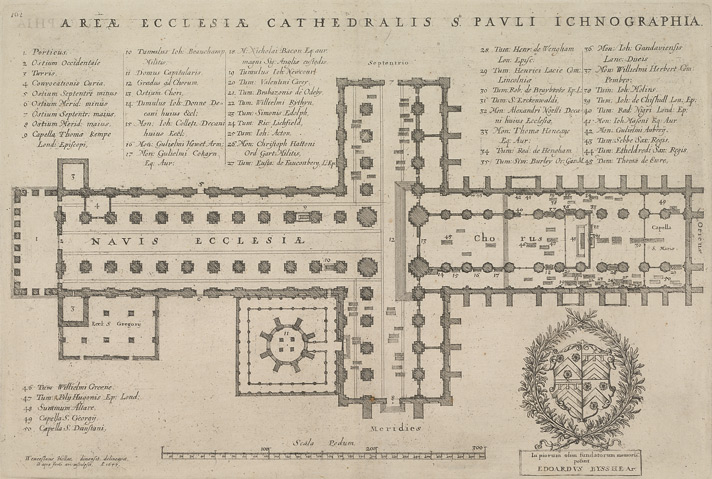
1658, pianta della Cattedrale

Le decorazioni della cattedrale costruita nel medioevo, facevano di essa la più bella cattedrale d'Inghilterra per non dire d'Europa. Scrisse così William Benham nel 1902. La lunghezza enorme della navata, il triforio ed il tetto ne facevano certamente una costruzione fuori dal normale. Le vetrate erano reputate le più belle d'Inghilterra e la parte finale della chiesa un gioiello architettonico.
Alle pareti laterali erano allineati monumenti funebri di vescovi del periodo medioevale, di aristocratici e di due re anglosassoni.

## Declino

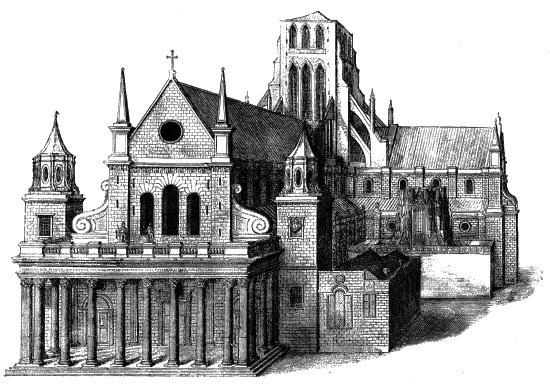
Facciata occidentale di Inigo Jones aggiunta fra il 1630 ed il 1666

A partire dal XVI secolo la cattedrale andò in decadimento. Sotto il regno di Enrico VIII prima ed Edoardo VI dopo, la dissoluzione dei monasteri portò alla distruzione degli interni così come il chiostro, gli ossari, la cripta, le cappelle, i reliquari, il coro ed altri edifici siti sul sagrato. Molti di questi ex edifici religiosi vennero venduti specialmente a tipografi e librai.
Sul sagrato della chiesa si radunavano grandi folle per ascoltare alcuni predicatori protestanti che nel 1549 predicavano incitando alla distruzione degli oggetti di culto e delle decorazioni della cattedrale. Nel 1561, un fulmine distrusse la guglia della cattedrale che non venne più ricostruita. Questo evento venne interpretato, sia dai cattolici che dai protestanti, come un segno dell'ira del Signore. La Regina Elisabetta provvide al costo delle riparazioni.
Nel 1630 l'architetto Inigo Jones aggiunse alla cattedrale un nuovo prospetto, ma la chiesa venne nuovamente danneggiata nel corso della guerra civile inglese, quando vennero dispersi o distrutti gli antichi documenti custoditi e la navata venne utilizzata come stalla dai rivoluzionari.

## Il grande incendio

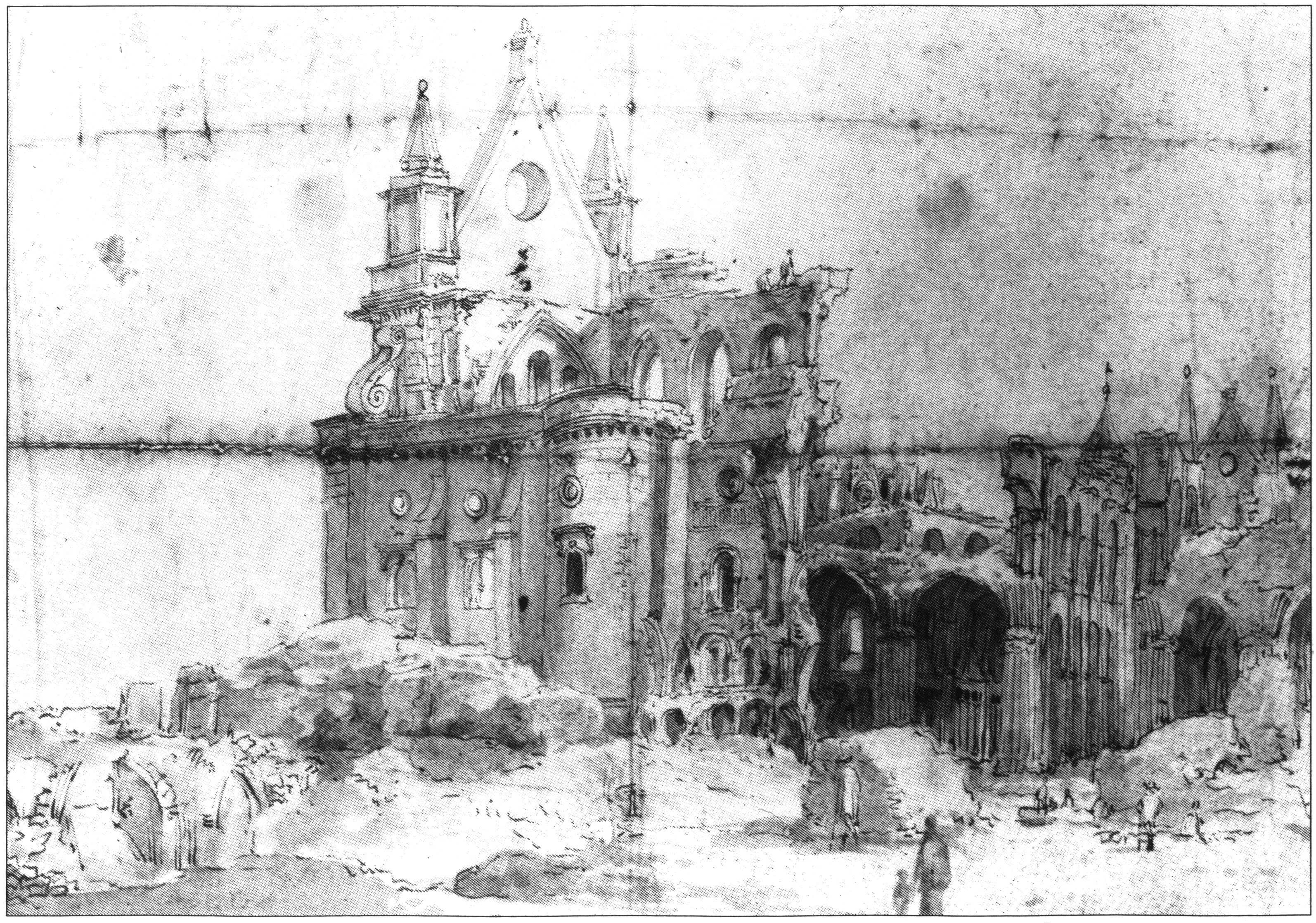
Resti della Cattedrale dopo il grande incendio in una stampa di Thomas Wijck, circa 1673

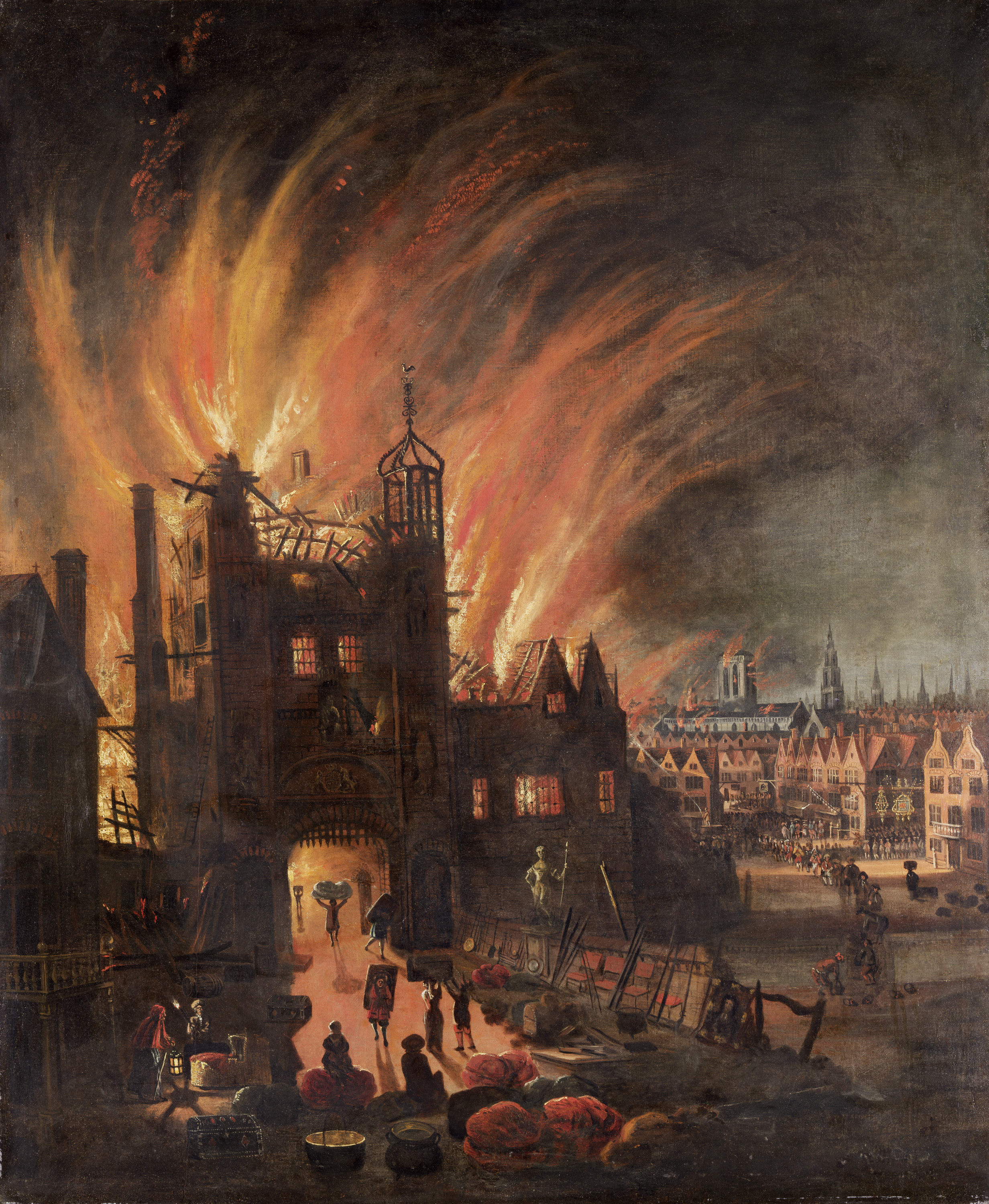
Dipinto del rogo dell'antica cattedrale di San Paolo nel grande incendio di Londra del 1666

L'antica cattedrale di San Paolo andò completamente distrutta col grande incendio di Londra del 1666, che fece crollare il tetto e molte delle strutture portanti.
Dopo l'incendio vennero realizzate delle riparazioni temporanee ma ben presto venne presa la decisione di costruire una nuova Cattedrale essendo troppo costosa la sua riparazione. Seguendo i consigli di Sir Christopher Wren, il Surveyor to the King's Works ordinò la demolizione delle rovine della vecchia Cattedrale. Wren all'inizio utilizzò la polvere da sparo per demolire le robuste strutture della chiesa, ma le proteste degli abitanti della zona e la difficoltà di dosare l'intensità delle cariche esplosive fece optare per la demolizione tradizionale. I lavori di costruzione della nuova cattedrale iniziarono nel giugno 1675.

## Galleria d'immagini

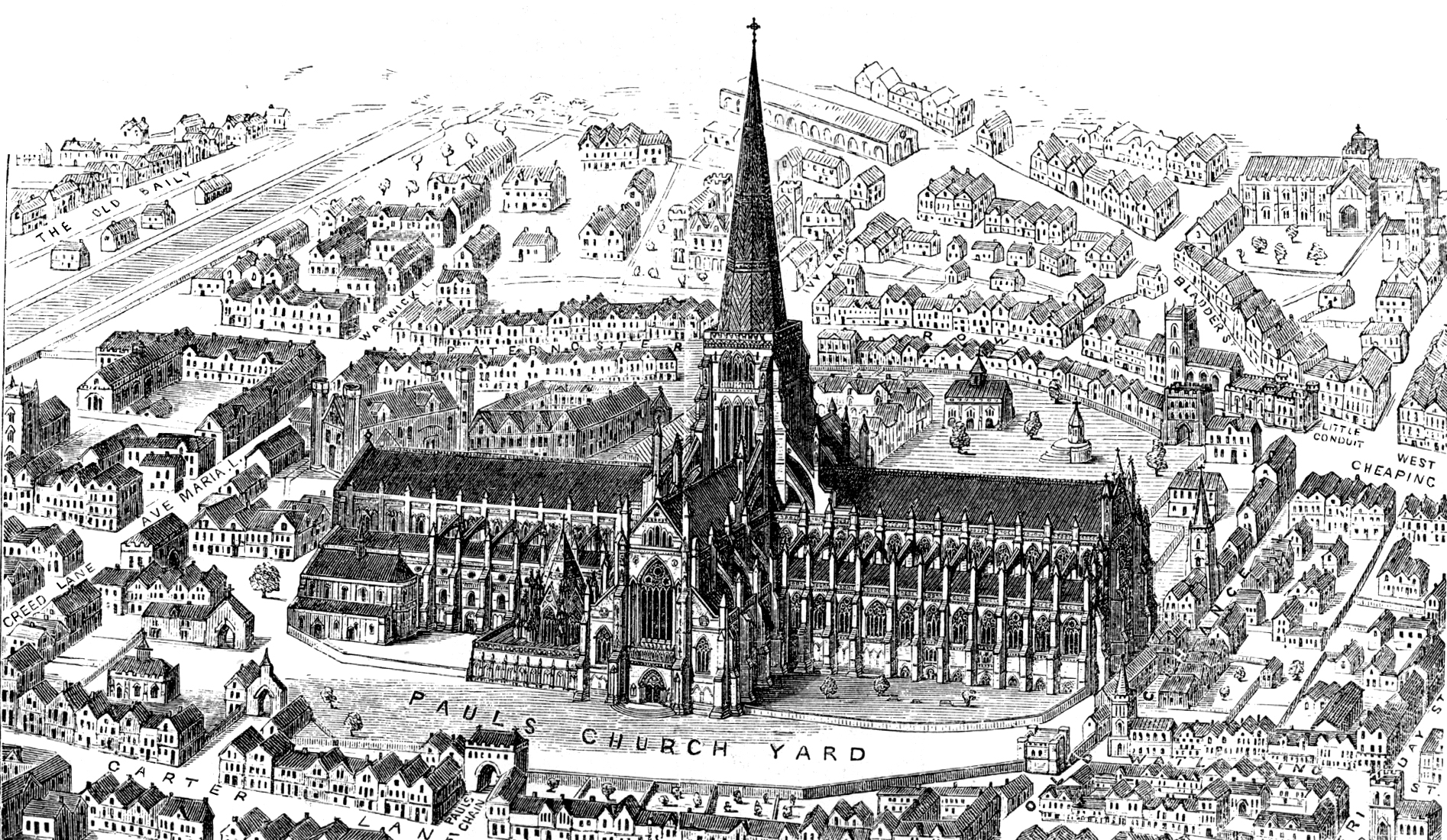
Stampa dell'antica cattedrale prima del 1561, con la guglia intatta
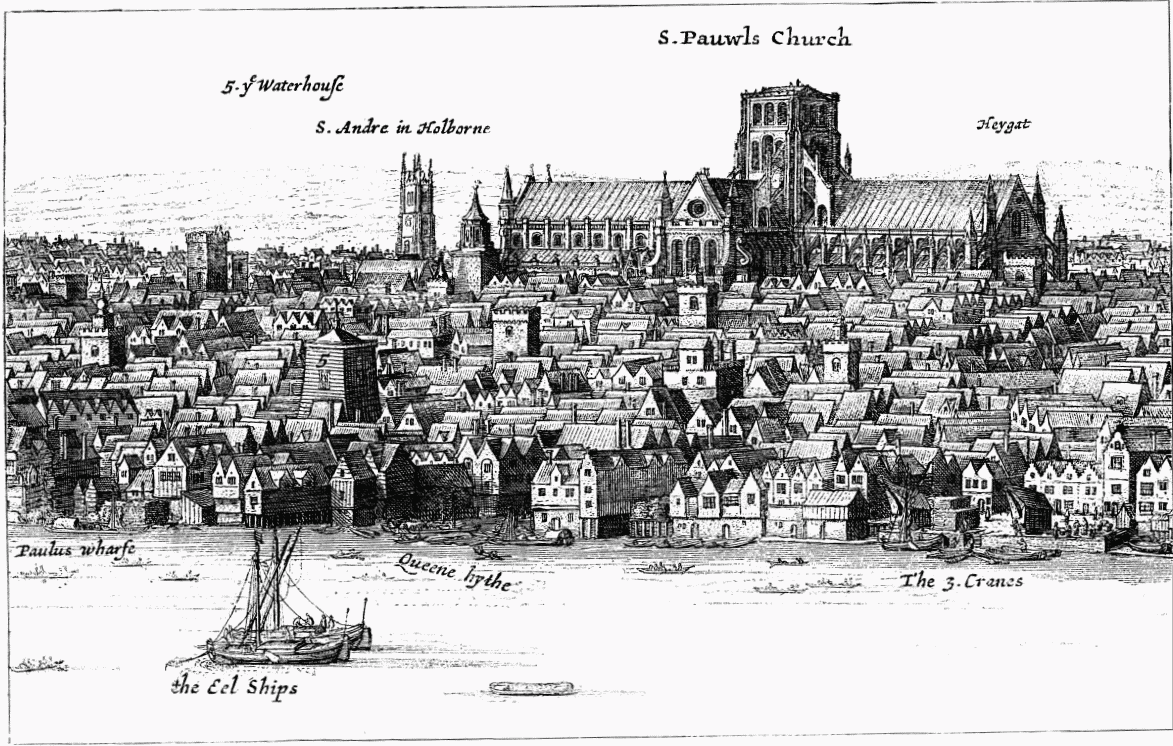
L'antica cattedrale di San Paolo dal Tamigi, fra il 1630 ed il 1666
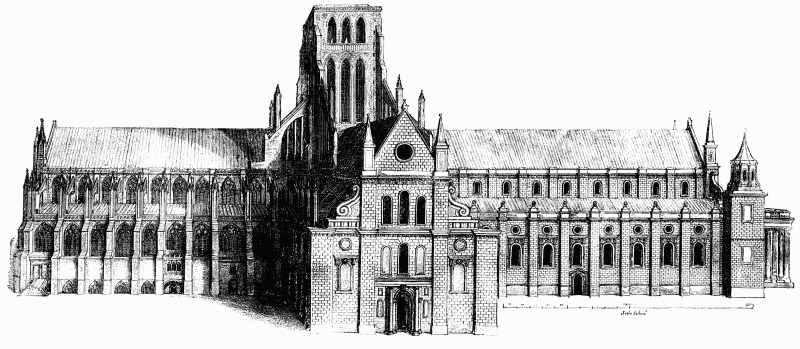
L'antica cattedrale di San Paolo vista da nord, fra il 1630 ed il 1666
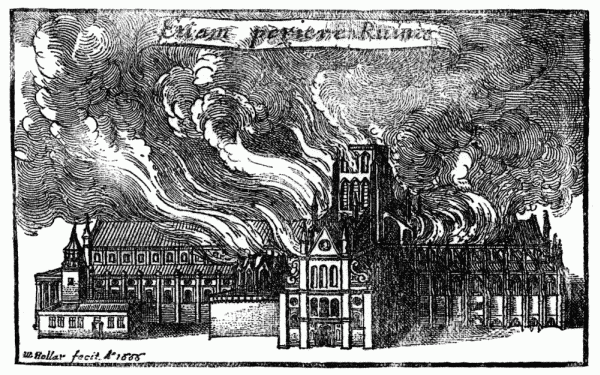
L'antica cattedrale in fiamme, 1666